# کریتی ندی بیستا
کریتی ندی بیستا (نپالی: कीर्तिनिधि विष्ट؛ (زادهٔ ۱۵ ژانویه ۱۹۲۷ – درگذشته ۱۱ نوامبر ۲۰۱۷) یک سیاست‌مدار اهل نپال بود.